# Pachypodium eburneum
Pachypodium eburneum es una especie de subarbusto perteneciente al género Pachypodium, dentro de la familia Apocynaceae. Es endémica del centro de Madagascar.

## Descripción

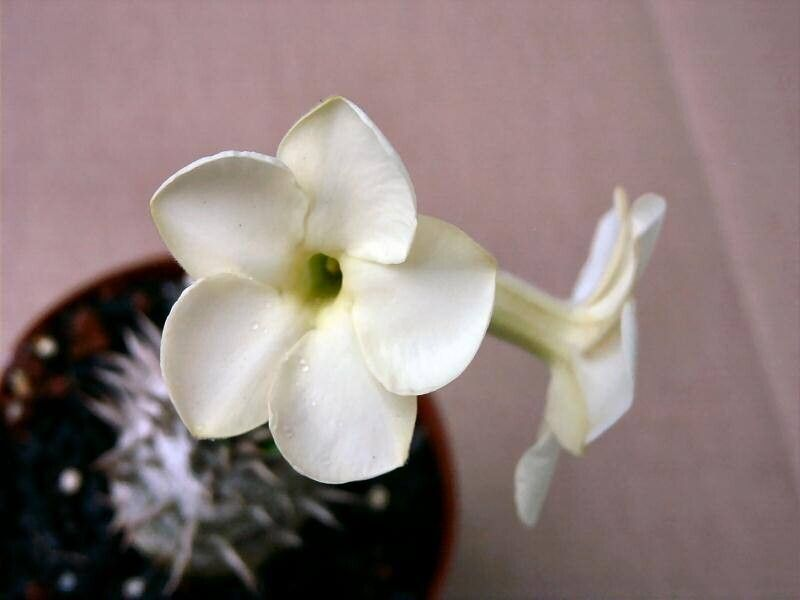
Flor color marfil

Pachypodium eburneum es un subarbusto de crecimiento pequeño que se parece a Pachypodium densiflorum pero con una espinación mucho más densa (en pares), y hojas más romas, de color verde medio con una vena central clara.
La planta puede llegar a tener un tronco de hasta 25 cm de diámetro, aunque apenas alcanza los 25-30 cm de alto. Las flores son grandes, vistosas y de color marfil.

## Distribución y hábitat
El área de distribución nativa de esta especie es una pequeña zona aislada de la región del Monte Ibity, en el centro de Madagascar y crece principalmente en las grietas de las rocas del bioma tropical montañoso.

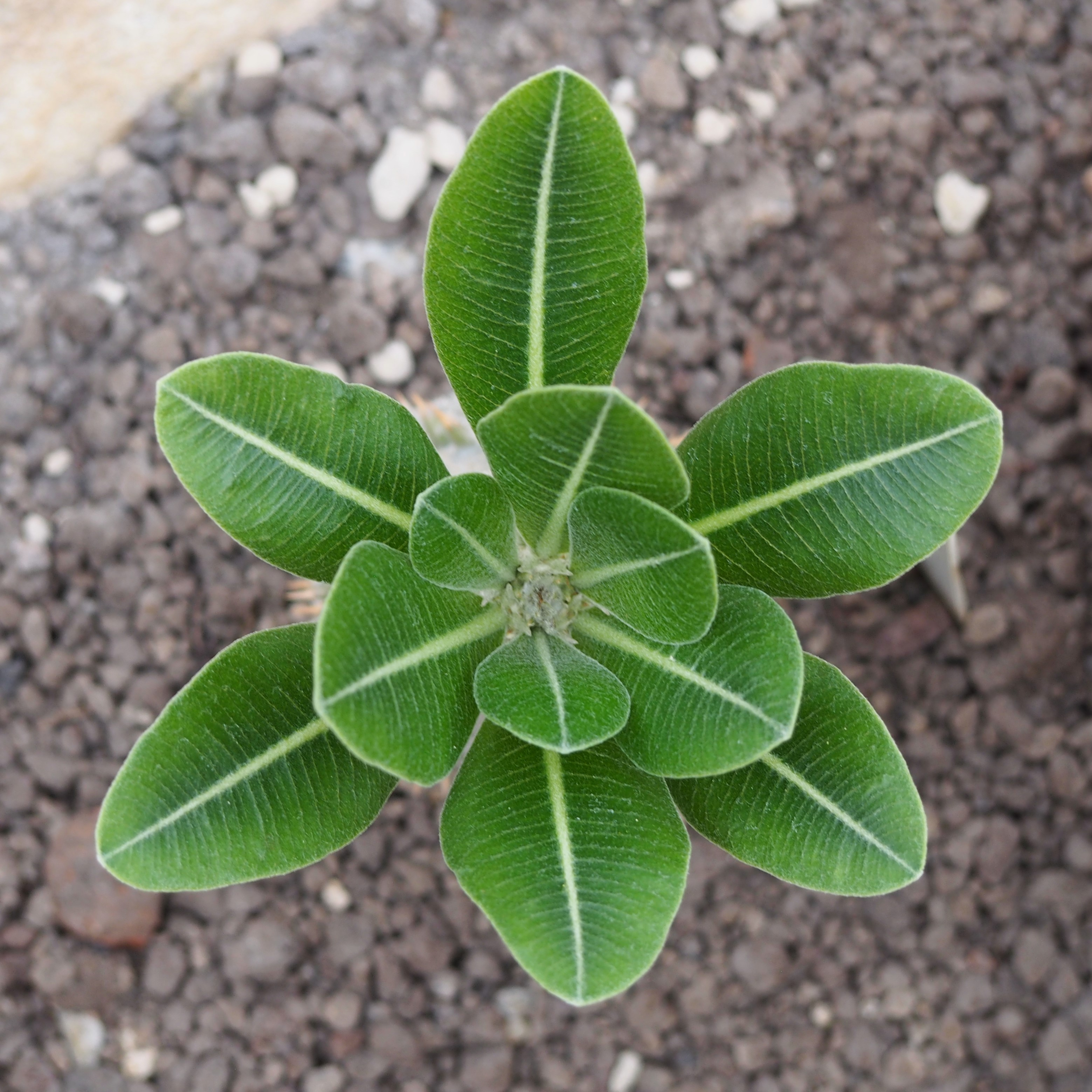
Detalle de las hojas

## Taxonomía
Pachypodium eburneum fue descrita por los botánicos John Jacob Lavranos y Solo Hery Jean Victor Rapanarivo y publicada por primera vez en Cactus and Succulent Journal (Los Angeles) 69: 227 en 1997.

Etimología
- Pachypodium: nombre genérico que proviene de la combinación de dos términos del griego antiguo: pachys (que significa 'grueso') y podium (que significa 'pie' o 'base'), haciendo referencia a la característica morfología de muchas especies del género, que suelen tener troncos o tallos robustos y suculentos.
- eburneum: epíteto específico que deriva del latín eburneus, que significa 'de marfil' o 'blanco como el marfil', haciendo referencia al color blanco marfil de las flores de esta especie.[4]

## Estado de conservación
En la Lista Roja de Especies Amenazadas de la UICN, la especie está clasificada como “Peligro Crítico (CR)”.

## Usos
Pachypodium eburneum se cultiva principalmente como planta ornamental.